# Tibout Regters
Tibout Regters (Dordrecht, 24 december 1710 - Amsterdam, 26 januari 1768), was een Amsterdams portrettist uit het midden van de achttiende eeuw. Hij staat vooral bekend om zijn vele conversatiestukken. Hij was leerling van Jan Maurits Quinkhard in Amsterdam, bij wie hij studeerde van circa 1733 tot ca. 1738. Meer dan 100 schilderijen en 20 tekeningen van Tibout Regters hand zijn er momenteel bekend. Hoewel het merendeel portretten zijn, maken ook genrestukken, decoratieve stukken, een landschap en getekende figuurstudies onderdeel uit van zijn oeuvre.

## Levensloop
Tibout was het jongste kind van Arent Hendricksz. Regters (1672-1752) en Geertruyt Croese. Omstreeks 1713 verhuisde Arent Regters met zijn gezin naar Arnhem, alwaar Tibout de beginselen van het schildersvak leerde van de plaatselijke schilder Willem ten Haegh tot ca. 1730. Vervolgens ging hij resp. in de leer bij de Rotterdamse schilder Jan de Meyer, de Amsterdammer Adolf Wannenberg en de beroemde portrettist Jan Maurits Quinkhard.
Na het verlaten van Quinkhard's atelier, vestigde Regters zich als schilder in de hoofdstad. Zijn eerste bekende werken dateren uit 1741. Op 7 december 1747 werd hij poorter van Amsterdam. Omstreeks 1750 begon Regters een reputatie te vestigen en werd hij een relatief succesvol portretschilder. In 1751 vervaardigde hij zijn eerste grote regentenstuk, nl. dat van het Amsterdamse Aalmoezeniersweeshuis en kwamen er vele opdrachten binnen voor het schilderen van familiegroepen en individuele portretten. Nel als veel van zijn tijdgenoten was de schilder ook werkzaam als kunsthandelaar.
Op 51-jarige leeftijd trouwde hij in 1762 de meer dan 20 jaar jongere Sara Avares, afkomstig uit Eenrum. Ten tijde van het huwelijk woonden ze beiden aan de Amsterdamse Leidsegracht. Ze kregen twee kinderen die al in hun kinderjaren kwamen te overlijden. Regters overleed zelf op 57-jarige leeftijd. Twee maanden later werd er een veiling gehouden van zijn schilderijen, tekeningen, prenten, boeken, gipsen beelden en schildersmaterialen.

## Afbeeldingen

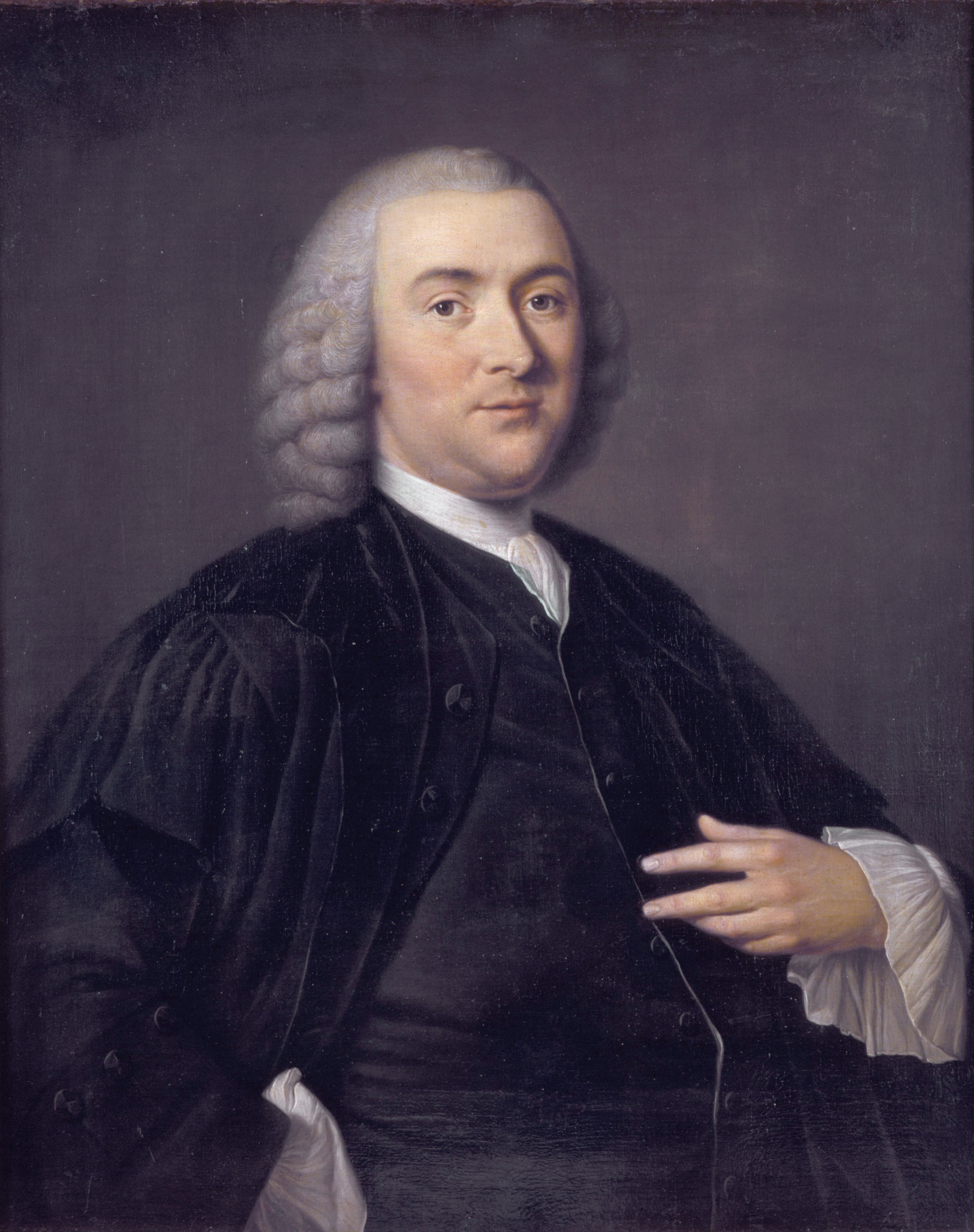
Petrus Camper (1722-1789), arts-anatoom, 1760
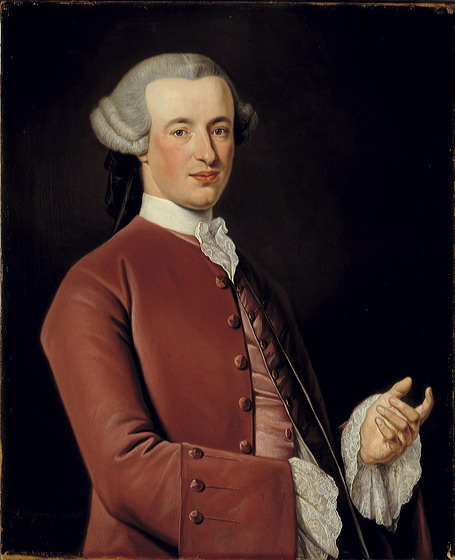
Dr. Simon Stinstra (1735-1782), arts, 1763
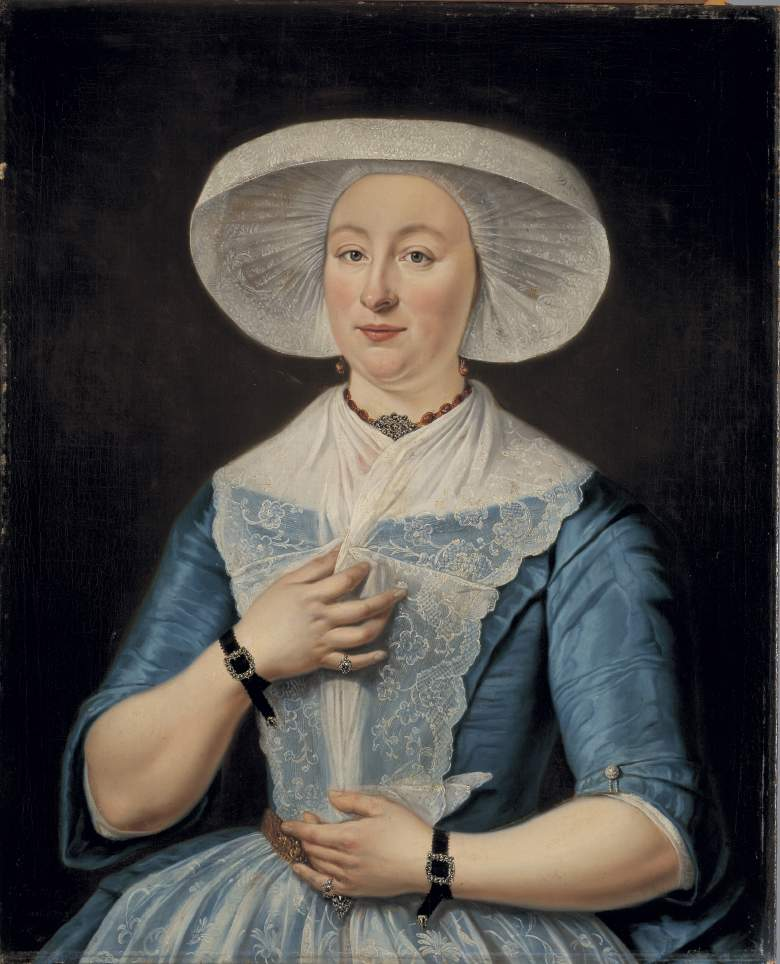
Anna Stinstra-Braam (1738-1777), echtgenote van dr. Simon Stinstra, 1763
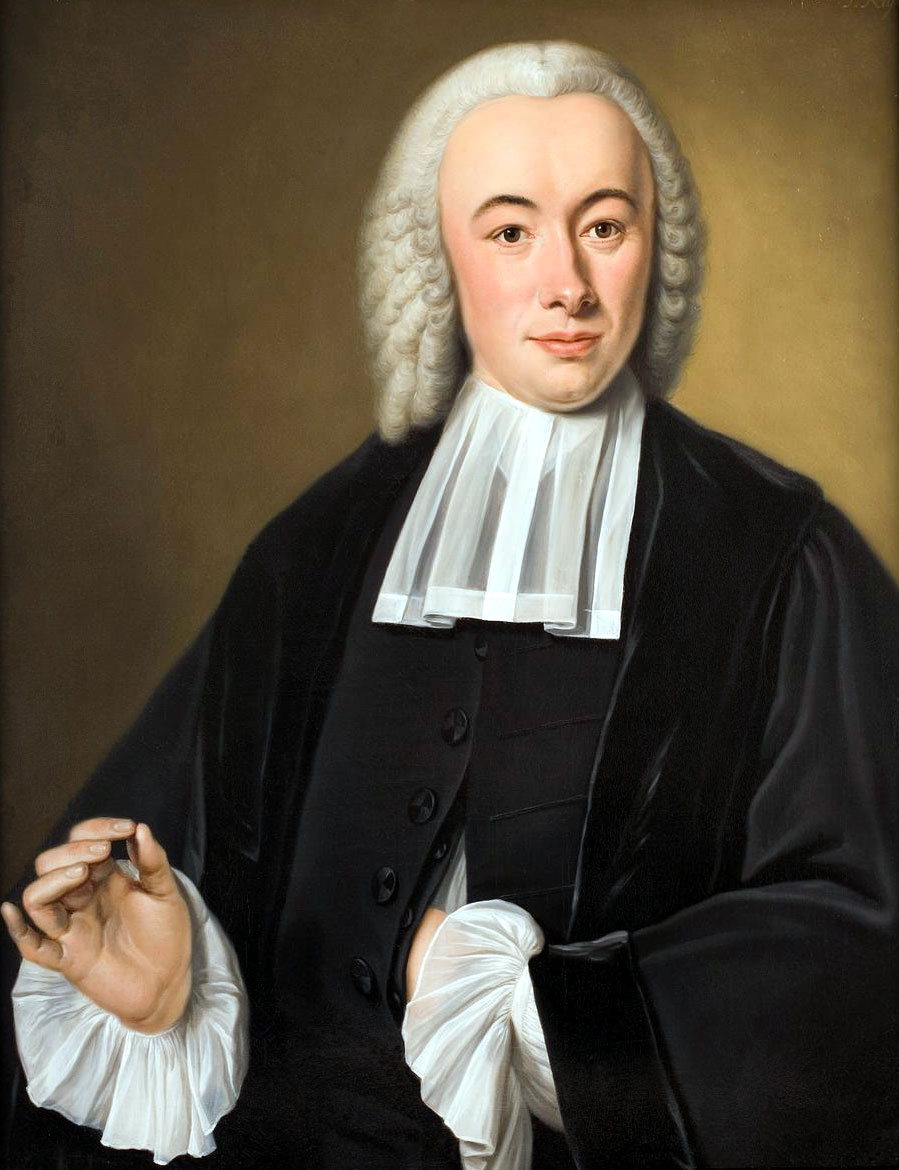
Bavius Voorda, advocaat
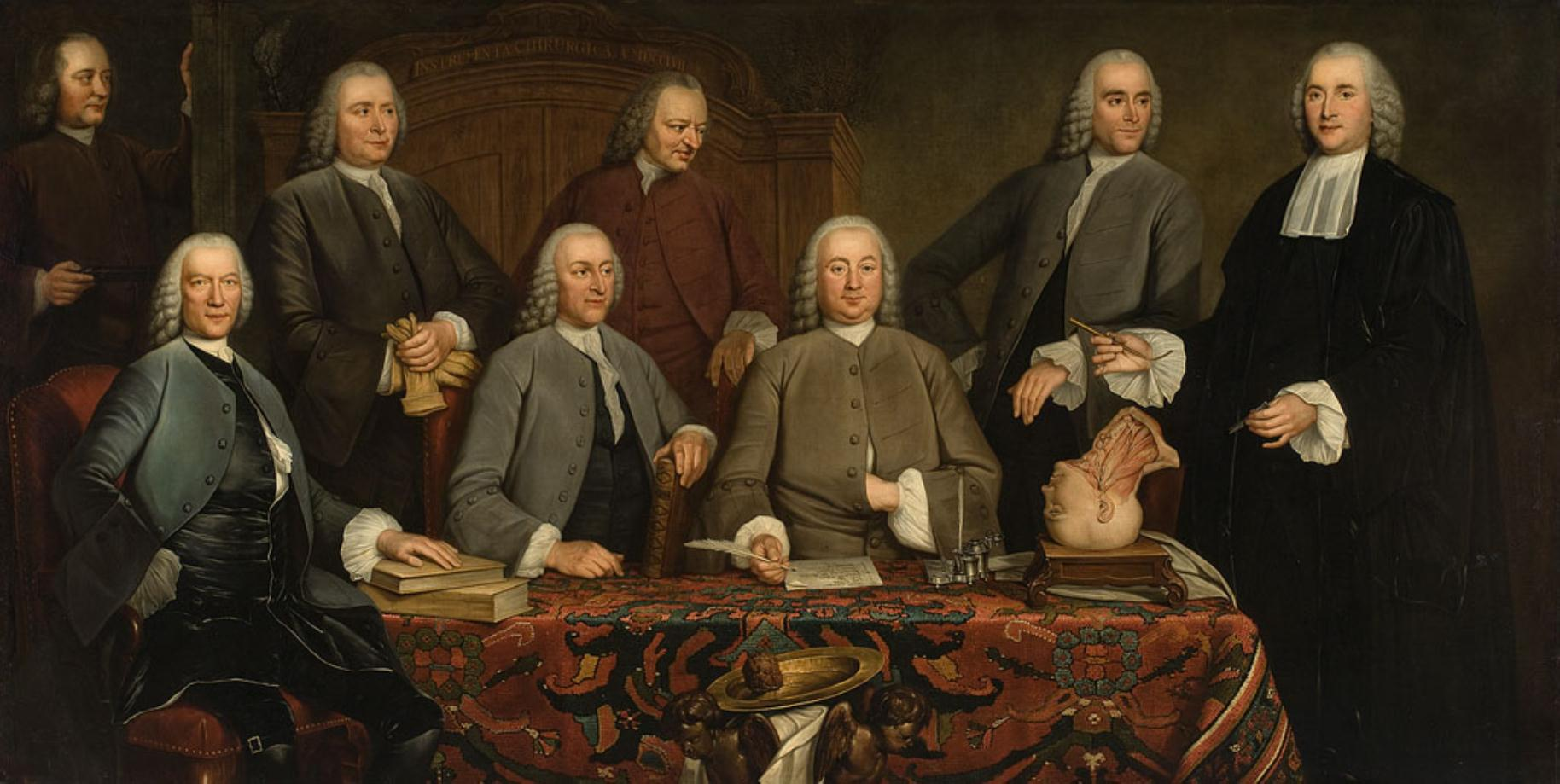
De anatomische les van Petrus Camper, 1758
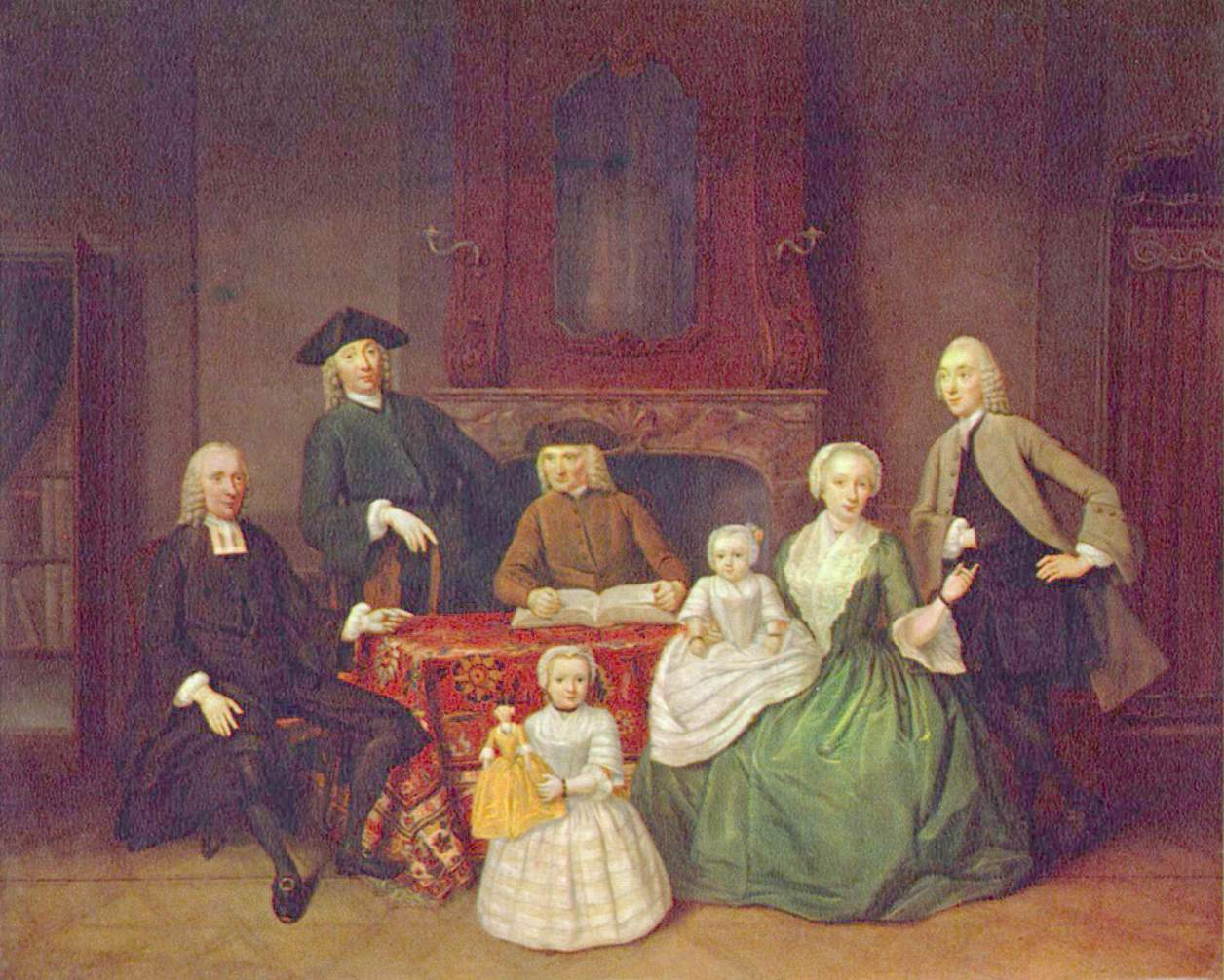
De Amsterdamse doopsgezinde familie Brak, 1752

- Bibliothèque nationale de France: cb15529604b (data)
- Biografisch Portaal: 60777726
- Digitale Bibliotheek voor de Nederlandse Letteren: regt013
- Gemeinsame Normdatei: 13193483X
- International Standard Name Identifier: 0000 0000 6688 7186
- Library of Congress Control Number: no2006061133
- Nederlandse Thesaurus van Auteursnamen: 292320124
- RKD-Nederlands Instituut voor Kunstgeschiedenis: 66020
- Système universitaire de documentation: 109146913
- Union List of Artist Names: 500025023
- Virtual International Authority File: 70076640
- WorldCat: E39PBJbWxq63QQRycp34rKqJDq